# 橙皮
橙皮又稱黃果皮、理陳皮，是蕓香科植物香橙的果皮。剝下的果皮經過曬干或烘干而成。
香橙含有大量的维生素A，可作为健胃剂。橙皮很早就是中藥的一種，味辛微苦，入脾、肺二經。治咳嗽化痰。